# Iran i olympiska sommarspelen 2004
Iran i olympiska sommarspelen 2004 bestod av 37 idrottare som blivit uttagna av Irans olympiska kommitté. De deltog i 35 tävlingar i tio sporter.

## Medaljörer
| Medalj | Namn                 | Sport         | Gren                             |
| ------ | -------------------- | ------------- | -------------------------------- |
| Guld   | Hadi Saei            | Taekwondo     | Herrarnas 68 kg                  |
| Guld   | Hossein Rezazadeh    | Tyngdlyftning | Herrarnas +105 kg                |
| Silver | Masoud Mostafa-Jokar | Brottning     | Herrarnas fjädervikt, fristil    |
| Silver | Alireza Rezaei       | Brottning     | Herrarnas supertungvikt, fristil |
| Brons  | Alireza Heidari      | Brottning     | Herrarnas tungvikt, fristil      |
| Brons  | Yosef Karami         | Taekwondo     | Herrarnas 80 kg                  |

## Bordtennis
| Idrottare                   | Gren       | Omgång 1                                           | Omgång 2             | Omgång 3             | Omgång 4             | Kvartsfinaler        | Semifinaler          | Final                |    |
| Idrottare                   | Gren       | Motståndare Resultat                               | Motståndare Resultat | Motståndare Resultat | Motståndare Resultat | Motståndare Resultat | Motståndare Resultat | Motståndare Resultat |    |
| --------------------------- | ---------- | -------------------------------------------------- | -------------------- | -------------------- | -------------------- | -------------------- | -------------------- | -------------------- | -- |
| Mohammad Reza Akhlaghpasand | Herrsingel | Monteiro (BRA) L 1–4 8–11, 13–11, 9–11, 7–11, 5–11 | Gick inte vidare     | Gick inte vidare     | Gick inte vidare     | Gick inte vidare     | Gick inte vidare     | Gick inte vidare     | 49 |

## Boxning
| Idrottare       | Gren     | Sextondelsfinaler    | Åttondelsfinaler        | Kvartsfinaler        | Semifinaler          | Final                | Final     |
| Idrottare       | Gren     | Motståndare Resultat | Motståndare Resultat    | Motståndare Resultat | Motståndare Resultat | Motståndare Resultat | Placering |
| --------------- | -------- | -------------------- | ----------------------- | -------------------- | -------------------- | -------------------- | --------- |
| Mohammad Asheri | Lättvikt | Bye                  | Valentino (ITA) L 18–37 | Gick inte vidare     | Gick inte vidare     | Gick inte vidare     | 9         |

## Brottning
Herrarnas fristil
| Idrottare            | Gren   | Första omgången           | Avancemang | Kvartsfinaler         | Semifinaler           | Final                                     |    |
| Idrottare            | Gren   | Motståndare Resultat      | Avancemang | Motståndare Resultat  | Motståndare Resultat  | Motståndare Resultat                      |    |
| -------------------- | ------ | ------------------------- | ---------- | --------------------- | --------------------- | ----------------------------------------- | -- |
| Babak Nourzad        | 55 kg  | Naranbaatar (MGL) L 0–6   | Pool C 3   | Gick inte vidare      | Gick inte vidare      | Gick inte vidare                          | 16 |
| Babak Nourzad        | 55 kg  | Kim (KOR) W 6–4           | Pool C 3   | Gick inte vidare      | Gick inte vidare      | Gick inte vidare                          | 16 |
| Masoud Mostafa-Jokar | 60 kg  | Prizreni (ALB) W 8–0      | Pool E 1 Q | Bye                   | Inoue (JPN) W 5–4     | Quintana (CUB) L 0–4                      | 2  |
| Masoud Mostafa-Jokar | 60 kg  | Aslanasvili (GRE) W 3–2   | Pool E 1 Q | Bye                   | Inoue (JPN) W 5–4     | Quintana (CUB) L 0–4                      | 2  |
| Alireza Dabir        | 66 kg  | Murtazaliev (RUS) L 0–4   | Pool F 3   | Gick inte vidare      | Gick inte vidare      | Gick inte vidare                          | 18 |
| Alireza Dabir        | 66 kg  | Tavkazakhov (UZB) L 4–5   | Pool F 3   | Gick inte vidare      | Gick inte vidare      | Gick inte vidare                          | 18 |
| Mehdi Hajizadeh      | 74 kg  | Saghirashvili (GEO) W 7–5 | Pool D 2   | Gick inte vidare      | Gick inte vidare      | Gick inte vidare                          | 13 |
| Mehdi Hajizadeh      | 74 kg  | Williams (USA) L 0–3      | Pool D 2   | Gick inte vidare      | Gick inte vidare      | Gick inte vidare                          | 13 |
| Majid Khodaei        | 84 kg  | Kumar (IND) W 5–1         | Pool A 1 Q | Sanderson (USA) L 5–6 | Gick inte vidare      | Match om femte plats Loizidis (GRE) W 3–0 | 5  |
| Majid Khodaei        | 84 kg  | Yokoyama (JPN) W 8–1      | Pool A 1 Q | Sanderson (USA) L 5–6 | Gick inte vidare      | Match om femte plats Loizidis (GRE) W 3–0 | 5  |
| Alireza Heidari      | 96 kg  | Kurtanidze (GEO) W 3–2    | Pool D 1 Q | Aghayev (AZE) W 5–0   | Ibragimov (UZB) L 4–6 | Bronsmatch Cormier (USA) W 3–2            | 3  |
| Alireza Heidari      | 96 kg  | Jaoude (BRA) W 10–0       | Pool D 1 Q | Aghayev (AZE) W 5–0   | Ibragimov (UZB) L 4–6 | Bronsmatch Cormier (USA) W 3–2            | 3  |
| Alireza Rezaei       | 120 kg | Boyadzhiev (BUL) W 5–0    | Pool E 1 Q | Bye                   | Mutalimov (KAZ) W 4–1 | Taymazov (UZB) L Fall                     | 2  |
| Alireza Rezaei       | 120 kg | Ösökhbayar (MGL) W 3–0    | Pool E 1 Q | Bye                   | Mutalimov (KAZ) W 4–1 | Taymazov (UZB) L Fall                     | 2  |
| Alireza Rezaei       | 120 kg | Hrynkevich (BLR) W 7–0    | Pool E 1 Q | Bye                   | Mutalimov (KAZ) W 4–1 | Taymazov (UZB) L Fall                     | 2  |

Grekisk-romersk
| Idrottare          | Gren   | Första omgången         | Avancemang | Kvartsfinaler           | Semifinaler          | Final                                   |    |
| Idrottare          | Gren   | Motståndare Resultat    | Avancemang | Motståndare Resultat    | Motståndare Resultat | Motståndare Resultat                    |    |
| ------------------ | ------ | ----------------------- | ---------- | ----------------------- | -------------------- | --------------------------------------- | -- |
| Hassan Rangraz     | 55 kg  | Rivas (CUB) L 4–6       | Pool B 2   | Gick inte vidare        | Gick inte vidare     | Gick inte vidare                        | 9  |
| Hassan Rangraz     | 55 kg  | Benchenaf (ALG) W 10–0  | Pool B 2   | Gick inte vidare        | Gick inte vidare     | Gick inte vidare                        | 9  |
| Ali Ashkani        | 60 kg  | Monzón (CUB) L 1–4      | Pool G 3   | Gick inte vidare        | Gick inte vidare     | Gick inte vidare                        | 11 |
| Ali Ashkani        | 60 kg  | Tüfenk (TUR) L 1–3      | Pool G 3   | Gick inte vidare        | Gick inte vidare     | Gick inte vidare                        | 11 |
| Ali Ashkani        | 60 kg  | Gikas (GRE) W 6–1       | Pool G 3   | Gick inte vidare        | Gick inte vidare     | Gick inte vidare                        | 11 |
| Parviz Zeidvand    | 66 kg  | Begaliev (KGZ) W 5–0    | Pool D 1 Q | Mansurov (AZE) L 1–2    | Gick inte vidare     | Match om femte plats Kim (KOR) DNA, DSQ | —  |
| Parviz Zeidvand    | 66 kg  | Sánchez (ESP) W 3–1     | Pool D 1 Q | Mansurov (AZE) L 1–2    | Gick inte vidare     | Match om femte plats Kim (KOR) DNA, DSQ | —  |
| Behrouz Jamshidi   | 84 kg  | Avramis (GRE) L 1–3     | Pool C 2   | Gick inte vidare        | Gick inte vidare     | Gick inte vidare                        | 9  |
| Behrouz Jamshidi   | 84 kg  | Aanes (NOR) W 3–0       | Pool C 2   | Gick inte vidare        | Gick inte vidare     | Gick inte vidare                        | 9  |
| Masoud Hashemzadeh | 96 kg  | Sudureac (ROU) W 2–2    | Pool D 1 Q | Chkhaidze (KGZ) W 3–1   | Nozadze (GEO) L 2–4  | Bronsmatch Özal (TUR) L 2–3, DSQ        | —  |
| Masoud Hashemzadeh | 96 kg  | Ežerskis (LTU) W Fall   | Pool D 1 Q | Chkhaidze (KGZ) W 3–1   | Nozadze (GEO) L 2–4  | Bronsmatch Özal (TUR) L 2–3, DSQ        | —  |
| Sajjad Barzi       | 120 kg | Deák-Bárdos (HUN) W 3–1 | Pool B 1 Q | Szczepaniak (FRA) W 3–0 | Baroyev (RUS) L 0–4  | Bronsmatch Gardner (USA) L 0–3          | 4  |
| Sajjad Barzi       | 120 kg | Ahokas (FIN) W 2–1      | Pool B 1 Q | Szczepaniak (FRA) W 3–0 | Baroyev (RUS) L 0–4  | Bronsmatch Gardner (USA) L 0–3          | 4  |

## Cykling

### Landsväg
Herrar
| Idrottare          | Gren                | Tid              | Placering        |
| ------------------ | ------------------- | ---------------- | ---------------- |
| Abbas Saeidi Tanha | Herrarnas linjelopp | Gick inte vidare | Gick inte vidare |
| Amir Zargari       | Herrarnas linjelopp | Gick inte vidare | Gick inte vidare |

### Bana
Poänglopp
| Idrottare     | Gren                | Poäng            | Placering        |
| ------------- | ------------------- | ---------------- | ---------------- |
| Mehdi Sohrabi | Herrarnas poänglopp | Gick inte vidare | Gick inte vidare |

Förföljelse
| Idrottare      | Gren                  | Kval     | Kval      | Första omgången  | Första omgången  | Final            | Final     |
| Idrottare      | Gren                  | Tid      | Placering | Motståndare Tid  | Placering        | Motståndare Tid  | Placering |
| -------------- | --------------------- | -------- | --------- | ---------------- | ---------------- | ---------------- | --------- |
| Hossein Askari | Herrarnas förföljelse | 4:39.302 | 15        | Gick inte vidare | Gick inte vidare | Gick inte vidare | 15        |

## Friidrott
Herrar
Bana, maraton och gång
| Idrottare     | Gren      | Heat     | Heat      | Kvartsfinal | Kvartsfinal      | Semifinal        | Semifinal        | Final            | Final            |    |
| Idrottare     | Gren      | Resultat | Placering | Resultat    | Placering        | Resultat         | Placering        | Resultat         | Placering        |    |
| ------------- | --------- | -------- | --------- | ----------- | ---------------- | ---------------- | ---------------- | ---------------- | ---------------- | -- |
| Sajjad Moradi | 800 meter | 6        | 1:49.49   | 7           | Gick inte vidare | Gick inte vidare | Gick inte vidare | Gick inte vidare | Gick inte vidare | 61 |

Fältgrenar och tiokamp
| Idrottare    | Gren           | Kval     | Kval      | Final            | Final            |
| Idrottare    | Gren           | Resultat | Placering | Resultat         | Placering        |
| ------------ | -------------- | -------- | --------- | ---------------- | ---------------- |
| Abbas Samimi | Diskuskastning | 57.57    | 28        | Gick inte vidare | Gick inte vidare |

## Judo
Herrar
| Idrottare               | Gren                     | Sextondelsfinal      | Åttondelsfinal               | Kvartsfinal                 | Semifinal                          | Återkval                        | Final                | Final                                      |    |
| Idrottare               | Gren                     | Motståndare Resultat | Motståndare Resultat         | Motståndare Resultat        | Motståndare Resultat               | Motståndare Resultat            | Motståndare Resultat | Placering                                  |    |
| ----------------------- | ------------------------ | -------------------- | ---------------------------- | --------------------------- | ---------------------------------- | ------------------------------- | -------------------- | ------------------------------------------ | -- |
| Masoud Haji Akhondzadeh | Extra lättvikt (-60 kg)  | Bye                  | Cameroun (CMR) W 0030–0001   | Nazaryan (ARM) W 0010–0001  | Zintiridis (GRE) W 1000–0021       | Khergiani (GEO) L 0011–0122     |                      | Bronsmatch Choi (KOR) L 0000–1002          | 5  |
| Arash Miresmaeili       | Halv lättvikt (-66 kg)   |                      | Vaks (ISR) L Diskvalificerad | Gick inte vidare            | Gick inte vidare                   | Gick inte vidare                | Gick inte vidare     | Gick inte vidare                           | —  |
| Hamed Malekmohammadi    | Lättvikt (-73 kg)        | Bye                  | Jereb (SLO) W 1000–0010      | Bivol (MDA) L 0000–1000     | Återkval León (VEN) W 1010–0000    | Återkval Neto (POR) L 0020–1110 | Gick inte vidare     | Gick inte vidare                           | 9  |
| Reza Chahkhandagh       | Halv mellanvikt (-81 kg) |                      | Echarte (ESP) W 1000–0000    | Gontiuk (UKR) L 0002–1001   | Återkval Belgaïd (MAR) L 0001–0013 | Gick inte vidare                | Gick inte vidare     | Gick inte vidare                           | 13 |
| Abbas Fallah            | Mellanvikt (-90 kg)      |                      | Morgan (CAN) L 0111–1002     | Gick inte vidare            | Gick inte vidare                   | Gick inte vidare                | Gick inte vidare     | Gick inte vidare                           | 21 |
| Masoud Khosravinejad    | Halv tungvikt (-100 kg)  | Bye                  | Maksimov (RUS) L 0001–0100   | Gick inte vidare            | Gick inte vidare                   | Gick inte vidare                | Gick inte vidare     | Gick inte vidare                           | 21 |
| Mahmoud Miran           | Tungvikt (+100 kg)       | Bye                  | Brutus (HAI) W 1002–0001     | Tataroğlu (TUR) W 1000–0010 | Pepic (AUS) W 0110–0100            | Tmenov (RUS) L 0010–1110        |                      | Bronsmatch van der Geest (NED) L 0001–0201 | 5  |

## Taekwondo
| Idrottare     | Gren             | Åttondelsfinaler      | Kvartsfinaler        | Semifinaer               | Återkval             | Bronsmatch            | Final                 | Final     |
| Idrottare     | Gren             | Motståndare Resultat  | Motståndare Resultat | Motståndare Resultat     | Motståndare Resultat | Motståndare Resultat  | Motståndare Resultat  | Placering |
| ------------- | ---------------- | --------------------- | -------------------- | ------------------------ | -------------------- | --------------------- | --------------------- | --------- |
| Hadi Saei     | Herrarnas −68 kg | Molfetta (ITA) W RSC  | Silva (BRA) W 8–6    | Song M-S (KOR) W 9–9 SUP | Bye                  | Bye                   | Huang C-H (TPE) W 4–3 | 1         |
| Yousef Karami | Herrarnas −80 kg | Noikoed (THA) W 16–12 | Trenton (AUS) W 13–9 | López (USA) L 6–7        | Bye                  | Hamdouni (TUN) W 12–4 | Ahmadov (AZE) W 9–8   | 3         |